# Ostrów Grabowski
Ostrów Grabowski (también llamada antes en alemán Grabower Werder hasta 1945, y  Wyspa Zielona en polaco a partir de 1945 y hoy en día sólo en publicaciones militares Widzka Kępa) es una pequeña isla fluvial en el río Oder, en Polonia, que se localiza en la ciudad de Szczecin. La superficie de la isla se estima se acerca a 175 hectáreas. Ostrów Grabowski está rodeado por los rios Odra y Duńczyca.
En la isla se encuentra una planta de tratamiento de aguas residuales, Con un sistema en el que participa un colector principal con una longitud de más de 14 km de desagües que purifica las aguas residuales de la zona del puerto y las zonas urbanas de Międzyodrze y áreas de Szczecin.
El nombre Ostrów Grabowski fue aprobado oficialmente tras la Segunda Guerra Mundial mediante una regulación en 1949, reemplazando el antiguo nombre alemán de la isla Grabower Werder.